# Clostridium botulinum
Clostridium botulinum je velká grampozitivní tyčinkovitá bakterie, která produkuje neurotoxin botulotoxin, způsobující ochrnutí svalů označované jako botulismus. Tento toxin je také hlavní složkou v botoxových injekcích používaných k odstraňování vrásek. C. botulinum je sporulující anaerob, tvořící oválné subterminální endospory. Běžně se vyskytuje v půdě. Její rozměry jsou asi 1 x 10 μm. Bakterie je pohyblivá.

## Mikrobiologie
C. botulinum je tyčinkovitý mikroorganismus. Je obligatorně anaerobní, kyslík je pro něj jedem. Toleruje však velmi malé stopy kyslíku, a to díky enzymu superoxiddismutáze (SOD), který je důležitou antioxidační ochranou téměř pro všechny buňky vystavené kyslíku. Za nepříznivých podmínek bakterie dokáže tvořit endospory, které jí umožňují přežívat v neaktivním stavu, dokud nenastanou takové podmínky, ve kterých může růst.
V laboratoři se mikroorganismus obvykle izoluje v TSC agaru (tryptóza, siřičitan, cykloserin), vždy v anaerobním prostředí s méně než 2 % kyslíku. To lze zajistit různými komerčně vyráběnými sadami, které používají chemické reakce nahrazující kyslík oxidem uhličitým (E.J. GasPak System). C. botulinum je lipáza-negativní mikroorganismus, roste v prostředí s pH mezi 4,8 a 7,0. Nemůže používat laktózu jako primární zdroj uhlíku, což je charakteristika důležitá při biochemické identifikaci.

## Historie taxonomie
Bakterie C. botulinum byla poprvé rozpoznána a izolována Emilem van Ermengem v roce 1896 z domácí šunky, která způsobila botulismus. Izolát byl původně nazván Bacillus botulinus. Izoláty z pozdějších výskytů nemoci však byly vždy identifikovány jako anaerobní sporulující organismy, proto Bengston navrhl, aby byly zařazeny do rodu Clostridium, neboť rod Bacillus byl omezen na aerobní sporulující tyčinky.
Od roku 1953 se celý druh produkující neurotoxiny (typy A-H) označuja jako C. botulinum. Existují zásadní fenotypické a genotypické důkazy, které ukazují heterogenitu uvnitř druhu. To vedlo k reklasifikaci C. botulinum produkující toxin G do nového druhu Clostridium argentinense.
Kmeny C. botulinum, které neprodukují botulotoxin, se označují Clostridium sporogenes.
Sanger Institute zmapoval kompletní genom C. botulinum.

## Fenotypy
Aktuální nomenklatura pro C. botulinum rozeznává čtyři fyziologické skupiny (I-IV). Toto dělení je založena především na schopnosti organismu trávit složité bílkoviny. Studie na úrovni DNA a rRNA takovéto dělení druhu podporují. Většina lidských onemocnění botulismem je způsobena skupinou I (proteolytickou; neurotoxiny typu A,B,F), vyskytující se hojně v půdě a na rostlinách a také ve střevním traktu savců, nebo II (sacharolytickou;neurotoxiny typu B,E,F), nejčastěji se vyskytující ve vodách a u vodních zvířat. Skupina III způsobuje onemocnění hlavně u zvířat, produkují toxiny typu C a D, řadí se sem i Clostridium novyi a její neurotoxin A. Není žádný záznam o tom, že by nějaké onemocnění člověka nebo zvířete způsobila bakterie C. botulinum ze skupiny IV. Jedná se o proteolytické kmeny a Clostridium subterminale produkující botulotoxin typu G.

## Typy neurotoxinu
Produkce neurotoxinu je sjednocující vlastností druhu C. botulinum. Bylo identifikováno osm typů toxinu, označují se písmeny A až H. Většina kmenů produkuje jeden typ neurotoxinu, ale byly popsány i kmeny produkující více toxinů. U případů lidského botulismu v Novém Mexiku a Kalifornii byly izolovány bakterie C. botulinum produkující toxiny typu B a F Typ toxinu byl označen jako Bf, protože toxin B převažoval nad typem F. Podobně byly hlášeny také bakterie produkující toxiny Ab nebo Af.
Organismy geneticky identifikované jako jiné druhy rodu Clostridium také způsobují lidský botulismus. Clostridium butyricum produkuje toxin typu E a Clostridium baratii toxin typu F. Jsou obavy z možnosti přenosu neurotoxických genů z C. botulinum na jiná Clostridia, zvláště v potravinářství, kde jsou konzervační systémy navrhovány tak, že ničí nebo inhibují jen C. botulinum, ale nikoli jiné druhy z rodu Clostridium.
| Vlastnosti      | Skupina I                    | Skupina II                     | Skupina III                     | Skupina IV                       |
| --------------- | ---------------------------- | ------------------------------ | ------------------------------- | -------------------------------- |
| Typy toxinu     | A, B, F                      | B, E, F                        | C, D                            | G                                |
| Proteolýza      | +                            | -                              | slabá                           | -                                |
| Sacharolýza     | -                            | +                              | -                               | -                                |
| Hostitel nemoci | člověk                       | člověk                         | zvíře                           | -                                |
| Toxinový gen    | chromozóm                    | chromozóm                      | bakteriofág                     | plazmid                          |
| Blízcí příbuzní | C. sporogenes, C. putrificum | C. butyricum, C. beijerinickii | C. haemolyticum, C. novyi typ A | C. subterminale, C. haemolyticum |

## Clostridium botulinum v různých geografických lokalitách
Mnoho kvantitativních průzkumů spor C. botulinum v životním prostředí ukazuje na prevalenci specifických typů toxinu v daných geografických oblastech, která ale zůstává nevysvětlena.